# Palaeocastor
O Palaeocastor foi um roedor pré-histórico ancestral do castor. Ao contrário do castor atual, o palaeocastor vivia no solo, não nos rios, e usava seus dentes para cavar, não derrubar árvores. Ele no entanto já vivia em grupos familiares, como mostram os registros fósseis.